# Хенрик Добжански
Хе́нрик Добжа́нски (псевдоним „Хубал“) (на полски: Henryk Dobrzański „Hubal“, 22 юни 1896, Ясло – 30 април 1940, Анелин под Опочно) – полски офицер и спортист. Герой от Първата и Втора световни войни. Считан е за първия партизанин през Втората Световна.

## Биография

### Детство и младежки години
Хенрик Добжански е роден в полско шляхтичко семейство от герб Лелива и е пряк потомък (XV коляно) на знаменития рицар Завиша Черни.
През 1903 г. Хенрик Добжански започва домашно обучение към четирикласното Народно училище, а след преместването си в Краков учи в седмокласно Реално училище. В периода 1907 – 1910 е ученик във Второ реално училище, намиращо се тогава на улица „Махаловски“. Той е добър ученик и в училищните доклади го определят като „талантлив“. През 1912/1913 отново се обучава в същото училище, но се налага да прекъсне, поради пътуване, и да повтори пети клас, премествайки се в Първо висше реално училище. През декември 1914 година обаче се записва в Полските легиони и не успява да завърши обучението си. Така че информацията, която може да бъде прочетена в някои източници, че Добжански е положил матура още през юни 1914 година и веднага след това е започнал следване в Ягелонския университет, не отговаря на истината. Не е изключено да е положил зрелостен изпит едва по време на войната.

### Първа световна война
Като абсолвент на Полските стрелкови отряди младият Хенрик Добжански полага всички усилия да бъде приет във формиращите се в Австро-УнгарияПолските легиони. Крехката му възраст обаче се оказва пречка и той променя годината си на раждане на 1896. Едва след това е приет в Легионите. На 1 декември 1914 година седемнайсетгодишния Хенрик Добжански се явява на сборния пункт на Полските легиони в Краков. През май 1915 година, вече като капрал, е командирован в батальона на щабната кавалерия към Командването на Полските легиони, а през декември по негова лична молба е преместен във Втори полк на уланите, за да вземе пряко участие във фронтовите действия. По време на кризата през юли 1917 година значителна част от Втора бригада на Легионите, в това число и Втори полк на уланите, полага клетва за вярност пред немския император и е преименувана на Полски помощен корпус. През януари 1918 година като един от отличилите се войници е изпратен в школа за кадети, която обаче не успява да завърши, тъй като през февруари 1918 година в знак на протест срещу подписването на Брест-Литовския мирен договор части от Полския помощен корпус под командването а полковник Юзеф Халер пробива австрийско-руския фронт и преминава на територията на Русия, където се обединява с Втори полски корпус. Значителна част от войниците – тези, до които заповедта на полковник Халер не достига, а също и курсантите от школата за кадети, сред които и Добжански, остават затворени в лагер за интернирани в Унгария. По-късно Добжански попада в лагера в Талабор, където се разболява. В тежко състояние е откаран в болницата в Марамуреш Сигет. След като се възстановява, заедно с още двама войници, решава да избяга и като помощник-огняр на парен локомотив преминава границата и се укрива в Глембовице, а по-късно намира убежище в Чехия.

### Двайсетте междувоенни години
Взема участие в полско-украинската война през 1918 година и командва кавалерийски полк по време на битката за Лвов. В периода 1919 – 1921 участва в полско-съветската война. За проявената на бойното поле смелост е отличен четирикратно с Кръст за храброст и Сребърен кръст на военния орден Virtuti Militari.
След войната остава в армията и на 1 юни 1919 година е повишен в звание ротмистър. През периода 1922 – 1923 е слушател в Централна школа по езда в Груджьондз, а на 1 юли 1925 година е прехвърлен на служба за период от шест месеца в кабинета на военния министър.
В Груджьондз започва спортната му конна кариера. Я периода 1922 – 1924 стартира успешно в конни състезания като многократно заема първо място. Постигнатите от него резултати стават повод през 1925 година да бъде включен в Подготвителната група по конен спорт във Варшава, в която се подготвят представители за участие в международния конкурс по конна езда в Ница. Наред с многобройните си индивидуални успехи Добжански, заедно с още трима състезатели, печели за Полша отборната награда – „Купата на нациите“. През същата година на състезанията по конен спорт в Лондон постига най-добрия резултат и получава от принца на Уелс златна табакера с гравиран върху нея надпис: „The best individual score of all officers of all nations“.
През 1926 година отново е сред ездачите, представляващи Полша на състезанията в Ница, Рим, Неапол и Милано, а през 1927 година на Международното състезание по конен спорт във варшавските Лаженки побеждава в състезанието „Река Висла“. Влиза като резервен състезател и в полския национален отбор по езда на IX Летни олимпийски игри в Амстердам. Приключва спортната си кариера с II място в състезанието „Река Висла“. Носител е на общо 22 първи, 3 втори 4 други отличия.
На 1 януари 1927 е повишен в звание майор и поема командването на един от ескадроните в 18 полк на уланите. В периода 1929 – 1934 година служи в 20 полк на уланите, а през 1936 година служи в 4 полк на уланите. Не успява обаче да се приспособи към изискванията на военната служба в мирно време и през 1939 година преминава в запаса.

## Отбранителна Война на Полша, септември 1939
През септември 1939 след началото на Втората световна война майор Добжански се сражава с немските и съветските войски – в частност отбраната на Гродно. След предаването на града на 23 септември защитаващите го полски войски се оттеглят в неутрална Литва. Единствено 110-и улански полк отказва да се оттегли и се отправя на помощ на обсадената Варшава. Обкръжени по пътя от Червената армия, те си пробиват път с цената на големи загуби. Полковник Йежи Домбровски разпуска подразделението, но около 180 бойци начело с Добжански продължават към столицата. Варшава обаче капитулира на 27 септември. Добжански с около 50 души се отправя на юг с идея да си проправят път към Франция. На 1 октомври преминават Висла и встъпват в бой с немци, което ги задържа в Свентокшиските планини в очакване на настъпление на съюзниците с надежда това да стане през пролетта на 1940.

Към 5 октомври полската армия е окончателно разбита и Добжански става в пълния смисъл на думата партизанин. Той организира „Специален отряд на Полската Войска“ и поема неговото командване под псевдонима „Хубал“ (по прозвището на тази част от рода Добжански, към която принадлежал Хенрик). В началото на ноември отряд удържа първа победа над немците при Цисовник. Местните жители помагат на партизаните да избегнат засадите, но в отговор немците провеждат репресии против гражданското население. Във връзка с това неофициалното ръководство в лицето на генерал Стефан Ровецки-Грабица нарежда на Добжански да разпусне отряда си и да премине в нелегалност, но майорът отвръща: 
| „ | Никакви Грабици не знам и не искам да знам. Бърша се отзад сега с такива заповеди и в бъдеще няма да ги приемам. | “ |

Контактите с мирните жители Добжански все пак свежда до минимум.

## Изход от борбата и гибел
Продолжавайки да се сражава, Добжански съумява да нанесе значителни загуби на немците. В март 1940 разбива пехотен батальон на Вермахта при Хуциски, с няколко дни по-късно и при Шаласи. За да унищожи отряда на „Бесния майор“, немците сформират специална антипартизанска група от войници на SS с пехотна и танкова част. В операциите срещу тези 300 партизани, немците задействат 8000 души. На 30 април 1940 отрядът на Добжански е обкръжен при Анелин и след тежко сражение е разбит, а Добжански сам загива с оръжие в ръка. Немците поругават трупа му и го излагат за публично назидание, а след това и го изгарят. Погребението на Добжански не е известно. Оцелели партизани от отряда на Хубал се сражават до 25 юни 1940.

## Предполагаемият гроб на майор Хубал
Гробът с тленните останки на майор Добжански Хубал все още не е открит. Посочват се няколко места, на които би могъл да се намира, но събирането на информация и проверката на фактите продължават и до днес.
През петдесетте години като място, където е погребан Хубал, се сочи село Вонсош Горни (на 40 км северно от Ченстохова). По време на електрификацията на селото, под основите на един от електрическите стълбове са намерени останките на войник, като облеклото му се различава от това на откритите тела на въстаници от януарското въстание край Вонсош и сочи, че останките са от Втората световна война. По инициатива на тогавашния енорийски свещеник Франчишек Бар, тялото е преместено тайно и е погребано в местното гробище. През пролетта на 2007 година свидетел посочва мястото на това погребение, но там, както и на други предполагаеми места на гробището не са намерени останки.
Други предполагаеми места на гроба са Вонхоцк и Цеканов.
През април 2017 година внукът на немския офицер Улрих Гауер предава на полската страна албум с 1385 снимки, както и шест кратки филма. Сред фотографиите се оказват и неизвестни дотогава посмъртни снимки на майор Хубал. Материалите са съхранени в архива на Института за национална памет във Варшава и по-късно са дигитализирани.

## Отличия и награди
Златен кръст на ордена Virtuti Militari (1966, посмъртно от властите на Полската народна република)
Сребърен кръст на военния орден Virtuti Militari (№ 3822, 1921)
Голям кръст на Ордена на Възраждане на Полша (посмъртно, с постановление на президента Бронислав Коморовски от 14 септември 2010 г.)
Кръст на Независимостта (1931)
Кръст за храброст – четирикратно (за 2, 3 и 4 път през 1921)
Медал на Десетилетието на Извоюваната Независимост
Паметен медал за войната 1918 – 1921
Отличие на II Бригада да Полските легиони
Отличие на Командването на Полските легиони
Отличие на Втори полк на Полските легиони
Отличие за унгарско робство „Huszt“
Отличие „Орлета“
„Източен кръст“
Звезда Пшемисл
Титлата „Почетен гражданин на град Ясло“ – посмъртно (1997)

## Памет
В наши дни (2017) пазител на паметта на майор Хубал и неговите войници е Мариан Зах от Пошвентне, ул. „Чиха“, който е създал в дома си малък музей „Хубаловци“ (посещенията се след уговорка със собственика). Той е почетен член на отряда на Хубал (през 1940 година е на 12 години) и председател на Съюза на Хубаловци. Освен него вероятно все още са живи двама от войниците на майор Хубал: Мечислав Матлох (роден 1923 г., живущ във Варшава и Ришард Цабан (роден 1924), живущ в Бялисток.
От 10 декември 2017 година връзката по линията Краков – Ясло носи името Хубал.

### Лобното място на майор Хубал – Паметникът „Хубал“
Скоро след битката и смъртта на майор Хубал лобното му място е означено от шестнайсетгодишния тогава жител на село Студжянна – Зигмунт Лясковски. Той предполага, че това е мястото на смъртта на майора, тъй като там намира останките на коня му, носещ името Демон. Посочва това място на пристигналите там след войната няколко войници на Хубал и един от тях, адютантът на Хубал – Хенрик Оссовски, потвърждава неговото предположение.
През първата половина на шейсетте години на XX век на това място е издигнат обелиск, а през втората половина на седемдесетте години е създаден мемориален комплекс по авторска концепция на Веслав Шнядецки и Марек Марковски. Паметникът е открит тържествено на 12 октомври 1979 година.

### Символичният гроб на майор Хубал
На 30 април 2002 година на Партизанското гробище в Келце е открита символична могила в памет на майор Хенрик Добжански Хубал. Върху масивен къс сив пясъчник е гравиран образът на Хубал като за образец е послужила посмъртната снимка направена от немците. Над камъка се издига триметров дъбов кръст с надпис: майор Хенрик Добжански Хубал 1897 – 1940 Pro memoria.
Майор Хенрик Добжански е патрон на много полски училища.

### Дъбът Хубал – природен паметник
На 28 април 2006 година растящият в местността Фурманов 160-годишен дъб – паметник на природата, е кръстен на името на майора Хубал. Обиколката на ствола му е 4,07 м, диаметърът 1,29 м, а височината около 25 м.

### Паметник „Хубалова Бъдни вечер“
На 22 юни 2007 година, на просторната поляна на юг от Студжанна е открит камък с паметен надпис „Хубалова Бъдни вечер“, в памет на празничната вечер състояла на 23 декември 1939 година. В първия петък на декември тук идват ученици и лесничеи, за припомнят паметната Бъдни вечер от 1939 година. По време на срещите се отправя молитва, украсява се елха и присъстващите си поделят оплатек (безквасен коледен хляб, основен елемент от полската коледна традиция).

### Значка на Полското туристическо дружество „По следите на майор Хенрик Добжански „Хубала“
На 12 юни 2001 година Ръководството на Отдела на Полското туристическо дружество в Опочно учредява значката „По следите на майор Хенрик Добжански „Хубала“.
Целта е широката общественост и младежта да проявят системен интерес към опознаване на земите на Опочно, към неговата история и към местата свързани с майор Добжански. Отличието е тристепенно – златно, сребърно и бронзово и може да го получи всеки, който е навършил десет години и отговаря на условията от правилника.

### Филми и книги за майор Хенрик Добжански
През 1973 година въз основа на историческите събития, свързани със съдбата на майор Добжански е създаден игрален филм със заглавие „Хубал“, който на практика „завинаги“ въвежда в полската традиция популярната визия на героя Хубал и неговия отряд. Ролята на легендарния майор е изиграна от Ришард Филипски.
През 1947 година в Италия Роман Роджевич, един от войниците на Хубал, останал с него до последния му ден, разказва историята на майора и неговия отряд на известния писател Мелхиор Ванкович. Писателят включва този разказ в книгата си „Пламтящият септември“, която издава през 1947 година в емиграция. През 1959 година в Полша под формата на самостоятелна книга със заглавие „Хубаловци“ излиза разширено издание на това свидетелство, което по-късно е преиздадено няколко пъти.
Друга книга за легендарния Хубал излиза изпод перото на войника от неговия отряд – Марк Шимански. Книгата е озаглавена „Отрядът на майор Хубал“, а последното ѝ издание е от 1999 г.
На съдбата на легендарния отряд е посветена и книгата на Александра Жулковска – „От място на място. В сянката на легендата Хубал“ (Z miejsca na miejsce. W cieniu legendy Hubala), издадена в Краков 1983 и Варшава, 1986, 1997. Това е разказ за войника от отряда на Хубал, Роман Роджевич, за целия му живот, за детството му в Манджурия (баща ми е бил заточен в Сибир), за завръщането в Полша, ученическите години във Вилнюс, за участието му при Хубал и по-късните години, за концлагера Аушвиц и годините на емиграция в Англия. Книгата е издадена и от американско издателство на английски език под заглавие „Polish Hero Roman Rodziewicz Fate of a Hubal Soldier in Auschwitz, Buchenwald, and Postwar England“ (Lexington Books, Lanham, Maryland, USA, 2013, 2017).
През 2004 година е създаден документален филм за отряд Хубал със заглавие „Майорът“. Автори на филма са Блажей Пирка и Марчин Мелчарек. Особено важен елемент от филма са уникалните интервюта с едни от последните живи по онова време хубаловци – поручик Антони Смерджински с псевдоним Дим, капитан Леополд Заборек с псевдоним Орлик и поручик Лукаш Матишак с псевдоним Тихи.
През 2014 година излиза и биографията на майор Хенрик Добжански под заглавие „Майор Хубал – истинската история“. Книгата е написана от историка Лукаш Ксита, който години наред проучва темата. В нея са включени непубликувани дотогава документи и снимки, както и историята за търсенето на гроба на Хубал.
Майор Хенрик Добжански е главен герой на историческо-биографичния роман на Яцек Комуда „Хубал“ (2016).

### Исторически реконструкции
Кавалерийски пикник в Ближин – събитието се организира от 2010 година в община Ближин. Провежда се в памет на битката между отряда на майор Хенрик Добжански и немски отряди, състояла се край Рогови Слуп на 2 април 1940 година. Основен елемент на събитието е инсценизацията на битката край Швиня Гура, в която участват и улани от Келецкия кавалерийски доброволен взвод.

### Спортни събития
От 2000 година се провежда международно състезание по колоездене “По пътя на битките на майор Хубал“.
„Бягане по пътя на битките на Хубаловци“, организирано всяка година в околностите на град Пшисуха от 1981 година.
От 2015 година се провежда общополски пешеходен преход "Майор Хубал“.
През април 2016 се провежда харцерски (полски скаутски) преход „Четири стихии: По следите на Хубал“.